# Toécé (Toécé)
Pour les articles homonymes, voir Toécé.
Toécé est une commune et le chef-lieu du département de Toécé dans la province du Bazèga de la région du Centre-Sud au Burkina Faso.

## Géographie
Toécé est situé à 50 km au Sud de Ouagadougou. La commune est traversée par la route nationale 5.

## Santé et éducation
Toécé accueille un centre de santé et de promotion sociale (CSPS).